# František Hála
František Hála (20. června 1893 Dražovice u Vyškova – 24. srpna 1952 Roželov) byl římskokatolický kněz a přední politik Československé strany lidové v období třetí republiky. Dlouhá léta byl nejbližším spolupracovníkem a věrným podporovatelem lidoveckého předsedy Jana Šrámka. V poválečných letech 1945–1948 často zastupoval nemocného Šrámka na jednáních vlády a Národní fronty. Po únorovém převratu byl do konce života internován spolu se Šrámkem.

## Životopis

### Mládí

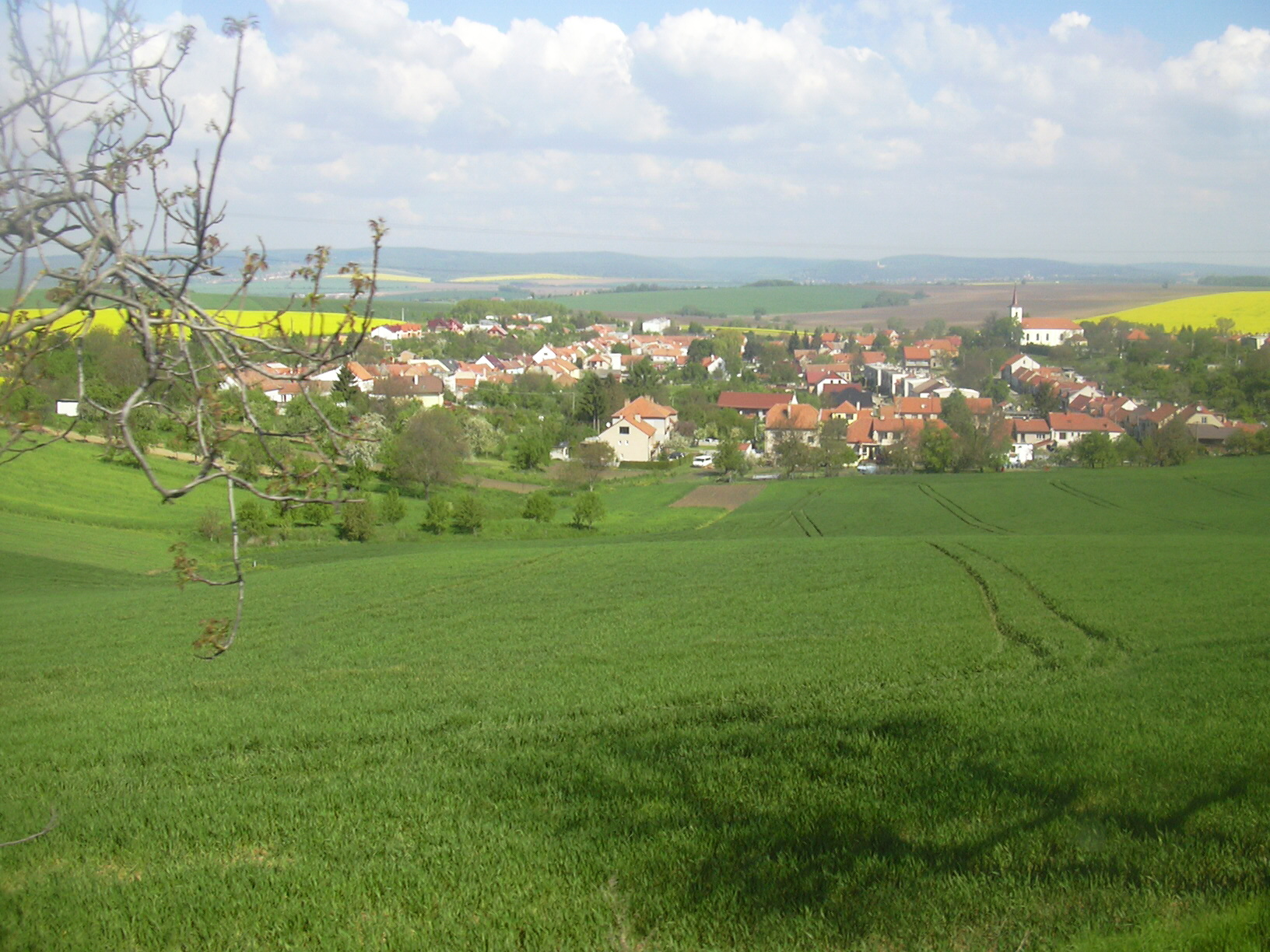
Hálovy rodné Dražovice (foto 2008)

Narodil se jako nejmladší z šesti dětí rolníka Josefa Hály a jeho ženy Marie, rozené Šilerové. V mládí se v Dražovicích seznámil s budoucím arcibiskupem Stojanem, s nímž později spolupracoval za svých studií v Kroměříži. Po jeho boku získal první politické zkušenosti.
Vystudoval Arcibiskupské gymnázium v Kroměříži a poté teologickou fakultu v Olomouci (během studií na TF mu zemřeli oba rodiče). Dne 5. července 1918 jej kardinál Skrbenský vysvětil na kněze. Později jako kněz vystudoval i filosofii na Filosofické fakultě Masarykovy univerzity v Brně.
V roce 1918 začal působit ve farní správě. Nejprve působil jako kaplan v obci Pitárné, později v Rudolticích. Nebyl tam spokojen, obě obce byly téměř stoprocentně německé, což značně omezovalo jeho možnosti sociálního a politického působení. Situace se změnila, když se v roce 1921 stal kaplanem v Ivanovicích na Hané, kde ihned založil místní lidovou jednotu. Tím začalo jeho politické působení, které mu zabíralo stále více času, až se nakonec v roce 1934 vyvázal z aktivního výkonu kněžské služby.

### Politické působení

#### 1921–1938

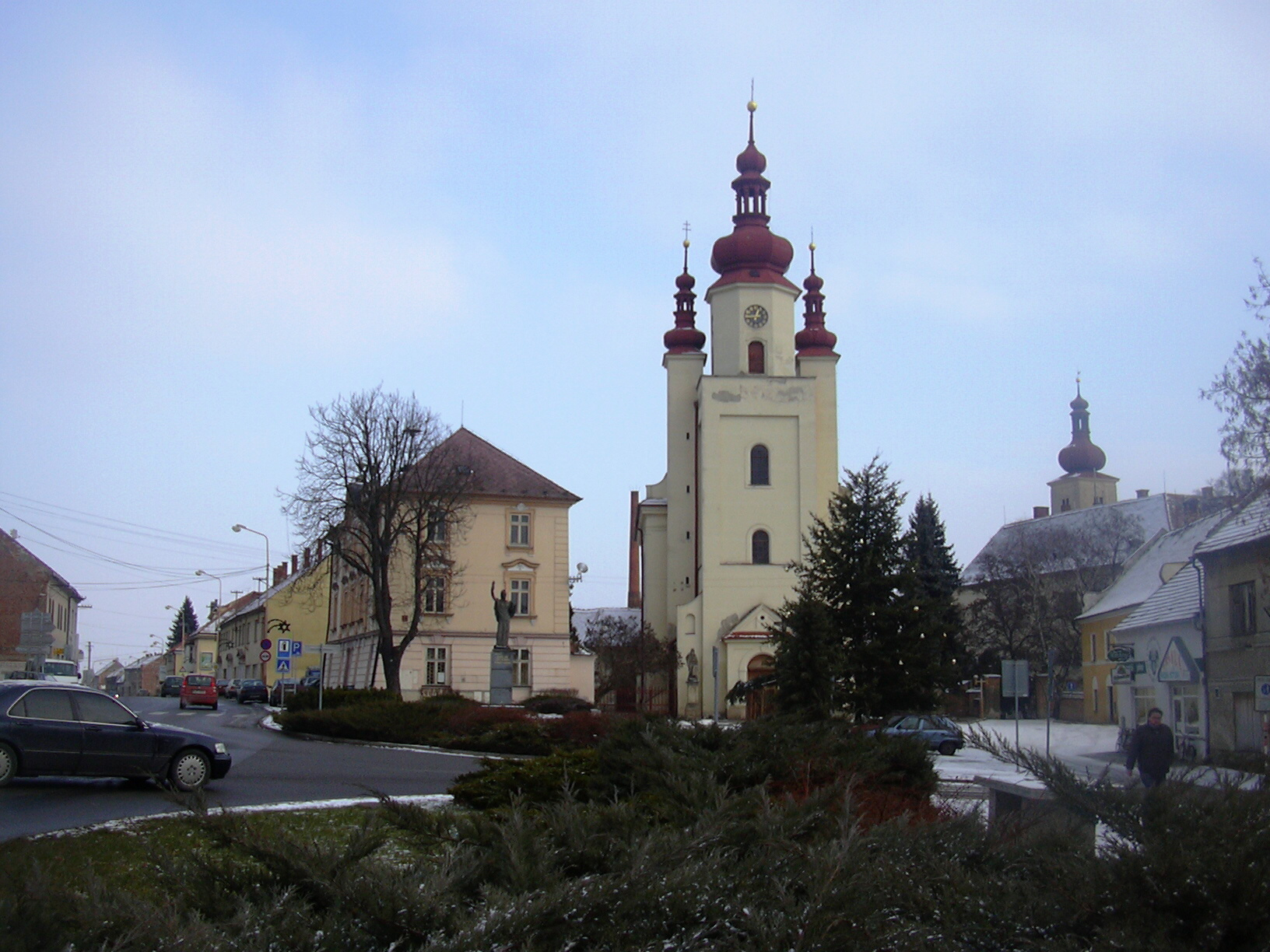
Ivanovice na Hané, v nichž začala Hálova politická kariéra

Hála se rychle ukázal jako schopný organizátor vzorně plnící své úkoly, což mu zajistilo rychlý vzestup ve stranické hierarchii. Od druhé poloviny 20. let se stal nepostradatelným spolupracovníkem a věrným spojencem předsedy strany Jana Šrámka, což jeho postup ještě urychlilo. V roce 1928 se stal členem Zemského výkonného výboru a o rok později i Ústředního výkonného výboru strany. Na přelomu 20. a 30. let hrál klíčovou roli ve vnitrostranickém boji mezi Janem Šrámkem a Bohumilem Staškem, který rozhodl ve Šrámkův prospěch, když navrhl a prosadil změnu organizačního řádu, která posílila pravomoce Šrámkem ovládaného Ústředního výkonného výboru.
V roce 1933 se stal generálním tajemníkem Ústřední politické kanceláře v Brně. Zde znovu projevil své organizační schopnosti a obrovskou píli, když dokázal zastavit a nakonec i zcela obrátit trend odlivu členů, který moravská část strany zažívala, pozvedl stranický tisk a přivedl na Moravě stranu k výraznému úspěchu v obecních volbách v roce 1938, který vynikl především ve srovnání s neúspěšnými parlamentními volbami v roce 1935, kdy krize moravské části strany dosáhla vrcholu. Na jedné straně si získal velikou autoritu a z velké části ovládl stranickou politiku, kterou vedl přesně podle Šrámkových přání, nicméně současně začala sílit i kritika jeho osoby.

#### 1938–1945

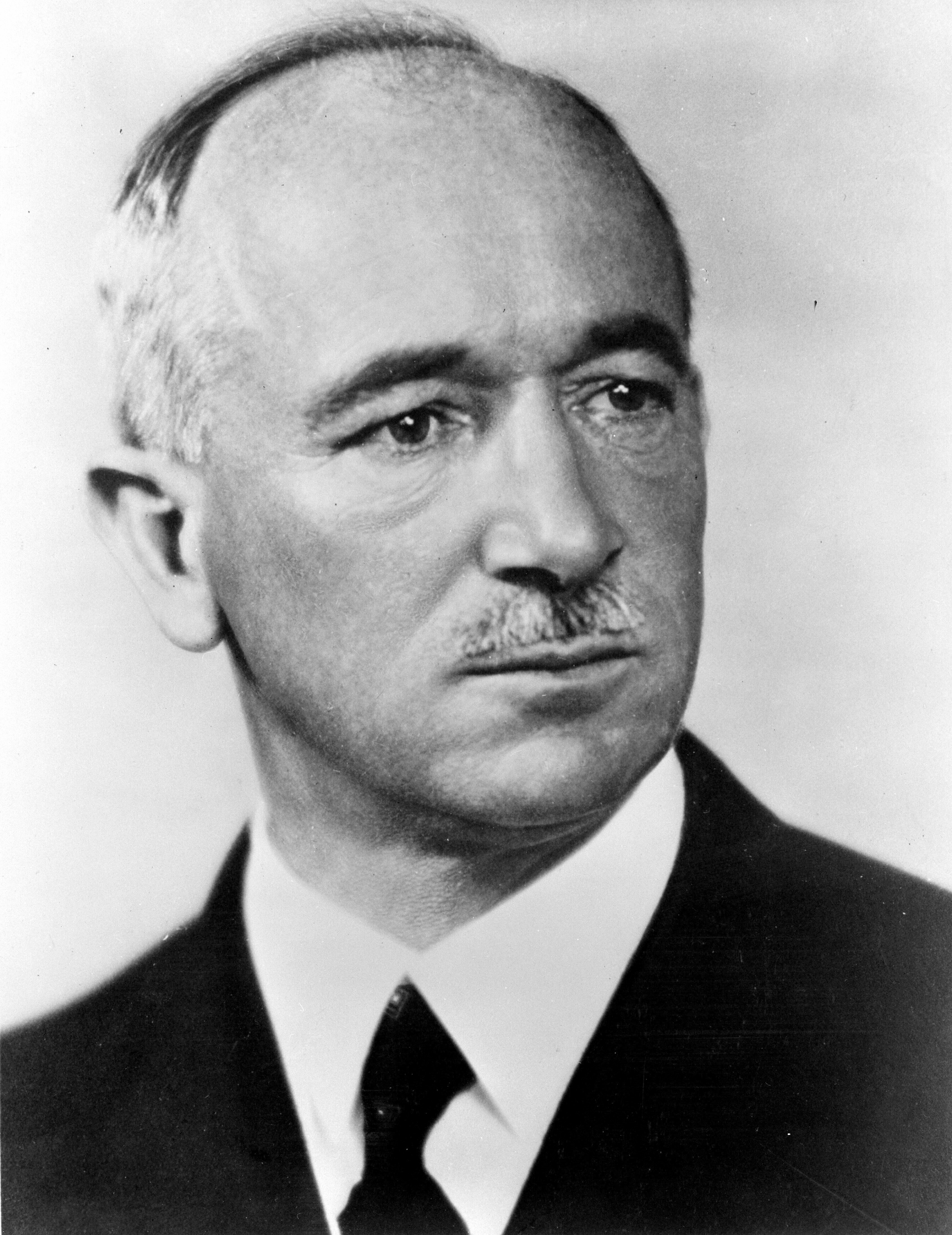
Prezident Beneš, s nímž Šrámek a Hála v exilu úzce spolupracovali

Rok 1938 se stal jedním z černých let Hálovy politické kariéry. Úspěch v obecních volbách roku 1938 totiž rychle následoval drtivý neúspěch jeho i celého Šrámkova křídla. V reakci na Mnichovský diktát došlo ke sjednocování české politické scény a část členské základny v čele se Staškem se vyslovila pro zapojení do Strany národní jednoty. Šrámek a Hála se postavili proti tomu a prosazovali spojení s ČSNS v samostatnou stranu středu. Jednání ale ztroskotala a následný pokus Šrámka a Hály zachovat lidovou stranu jako samostatný subjekt pohřbil Stašek, když v zemském vedení české části strany prosadil sloučení české zemské organizace ČSL se SNJ bez ohledu na to, co udělá její moravskoslezská část. Pokud Šrámek s Hálou nechtěli stranu definitivně rozštěpit, museli se sloučením souhlasit též, což nakonec udělali. Poté se oba nakrátko stáhli z politiky.
V roce 1939 Hála krátce působil v odboji (k čemuž si předem vyžádal Šrámkův souhlas), ovšem v létě téhož roku oba uprchli za hranice. Přes Polsko a Anglii odešli do Francie, kde se na Benešův pokyn zapojili do vytvoření Československého národního výboru, v němž měli prosazovat zájmy Československa v prostředí francouzského politického katolicismu. Po porážce Francie uprchli přes Bordeaux za pomoci malého člunu a později lehkého křižníku HMS Arethusa do Londýna. Oba zde úzce spolupracovali s Benešem: Šrámek jako premiér londýnské exilové vlády, Hála jako nejprve předseda Politického výboru a pak místopředseda Československé státní rady. Bydlel společně se Šrámkem a dohlížel na jeho chatrné zdraví.
Na podzim 1944 se Hála stal členem československé delegace pro osvobozená území. Účastnil se jednání v Moskvě, pobýval v povstalecké Banské Bystrici i podkarpatském Chustu.

#### 1945–1948
V březnu 1945 Hála opět jednal v Moskvě, tentokrát ohledně programu nové vlády. Byl jediným zástupcem ČSL na jednáních, neboť Šrámek se omluvil pro nemoc. Hála se snažil Šrámka zastoupit, ale chyběla mu jeho autorita i obratnost a byl se svými stanovisky osamocen (mnoho autorů předpokládá, že Šrámkovi bylo jasné, že nemůže vyjednat přijatelný výsledek, a proto nepřijel, aby jako nezúčastněný nebyl programem tolik vázán). Hála dosáhl v programu jen kosmetických změn, Šrámek dorazil až na poslední jednání, které už jen řešilo obsazení vlády, aby prosadil tři ministerská křesla pro ČSL. Výsledkem byl vznik Fierlingerovy vlády, vyhlášené 5. dubna v Košicích, v níž kromě Šrámka a Hály zasedal ještě JUDr. Adolf Procházka jakožto ministr zdravotnictví.
V letech 1945–1946 byl poslancem Prozatímního Národního shromáždění za lidovce. Mandát obhájil v parlamentních volbách v roce 1946 a stal se poslancem Ústavodárného Národního shromáždění, kde zasedal do parlamentních voleb v roce 1948.
Období 1945–1948, kdy zasedal jako ministr pošt v první vládě Zdeňka Fierlingera, druhé vládě Zdeňka Fierlingera a v první vládě Klementa Gottwalda, představuje vrchol Hálova politického úspěchu a moci. Nejenže byl ministrem a místopředsedou obnovené ČSL, ale často Šrámka, jehož zdraví se rychle zhoršovalo, zastupoval ve funkci předsedy před stranou i ve vládě. Tato nová role jej ale zavedla do oblastí, kde měl spíše než přednosti nedostatky. Pro Šrámka byl ve straně nepostradatelný a nezastupitelný pro svoji absolutní věrnost a schopnost zvládat vnitrostranický boj, ovšem jeho politického génia, vyjednávací schopnosti a vůdcovské kvality při jednání ve vládě plně nahradit nedokázal. Byl silně kritizován, především pro nerozhodnost a ústupnost vůči komunistickým požadavkům, ovšem je třeba si uvědomit, že zde v mnoha ohledech pouze plnil politiku stanovenou Šrámkem a že mnoho chyb či sporných kroků, které díky Šrámkovým absencím připadlo učinit jemu, se zrodilo v hlavě předsedy strany. A stejně je třeba si uvědomit, že většina bitev, které ve vládě ČSL vedla, nebo podle Hálových kritiků měla vést, byla prohrána od samého počátku, protože především v první polovině období 1945–1948 se vůbec nedalo mluvit o tom, že by ve vládě existovala nějaká stabilní koalice demokratických stran proti KSČ, ale naopak běžná byla koalice socialistických (ČSSD, ČSNS) a komunistických (KSČ a KSS) stran proti straně lidové.

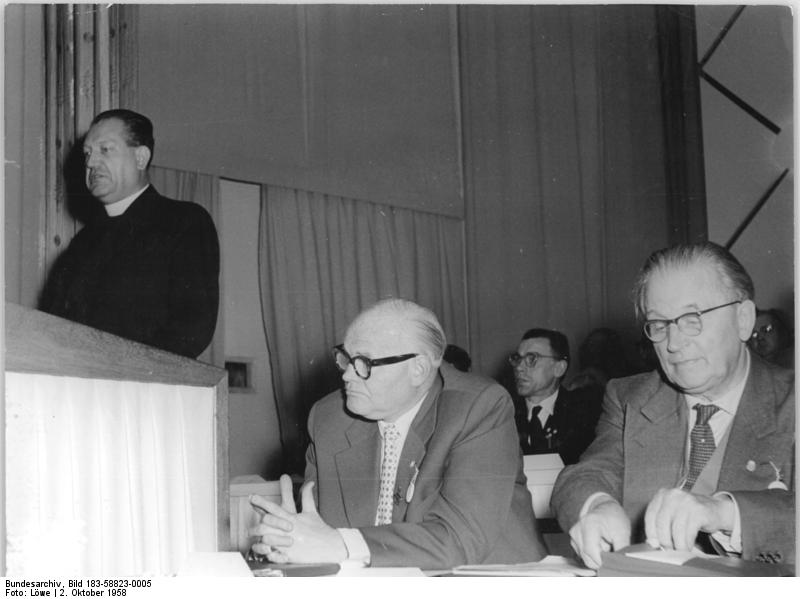
Zatímco Šrámek a Hála bojovali proti tzv. protikomunistickému křídlu, skupinka prokomunistických kolaborantů v čele s Petrem a Plojharem (u řečnického pultu) připravovala převrat a nakonec stranu ovládla

Šrámka s Hálou hodně zaměstnával vnitrostranický boj. Jelikož ČSL byla jedinou nesocialistickou stranou v českých zemích, přijala omezený počet politiků některých zakázaných stran, především strany agrární, jakož i nastupujících politiků nové generace, kterým byla z povolených stran nejbližší. Většina z nich se spojila s pravicovější částí strany lidové a utvořil tzv. antikomunistické křídlo, které požadovalo jednak ostřejší kurz proti komunistické straně (zatímco Šrámek s Hálou hodlali vytrvat na úrovni neochotné spolupráce až do voleb), jednak modernizaci strany a její přeměnu v modernější křesťanskodemokratický model.
Konflikt mezi antikomunistickým (křesťansko-demokratickým, moderním, převážně českým) a Šrámkovým (tradicionalistickým, převážně moravským, klerikálním) křídlem rozdělil stranu v době, kdy to nejméně potřebovala, a po nepříliš úspěšných volbách v roce 1946 vygradoval v osudový střet, který Hála se Šrámkem vyřešili vyloučením vůdčí osobnosti tohoto křídla, Heleny Koželuhové. Tím sice rozhodli mocenský boj ve prospěch svého křídla, ale hrubě stranu poškodili v očích voličů (zejména pražští voliči to považovali za podvod, neboť Koželuhová byla nejpopulárnější pražskou političkou a tisíce lidí volili stranu především kvůli tomu, že ji měla na prvním místě kandidátky) a přivodili její hluboké rozdělení, které se až do komunistického převratu nepodařilo zcela zacelit, byť v roce 1948 už bylo dosti potlačeno.
S postupem času, tak jak si postupně vůdčí politici ČSNS uvědomovali sílící hrozbu ze strany komunistů, se prohlubovalo spojenectví mezi nimi, lidovci a částí sociálních demokratů. Hála tak získal ve vládě větší prostor komunistům oponovat, navíc Šrámek omezil na Hálovo naléhání své absence a začal na vládu docházet častěji. Hála a Šrámek se vzepřeli komunistickým návrhům na reformu zemědělství a školství a je nutno říci, že minimálně v těchto oblastech svedl Hála s komunisty tvrdý boj, zcela nepodobný jeho předchozí váhavosti, s níž ponechával Adolfa Procházku v jeho oponentuře komunistickým snahám osamoceného.
Hála se Šrámkem nechtěli s komunisty otevřený totální střet. Bylo jim jasné, že by v něm byla výhoda na straně protivníka. Jejich strategií bylo vytrvat i za cenu těch nejtěžších ústupků až do voleb v roce 1948, neboť pevně věřili (a vše nasvědčuje tomu, že oprávněně), že ve volbách budou komunisté smeteni. Hála v roce 1948 rozjel patrně nejaktivnější a nejostřejší kampaň svého života. Obcházel především katolíky, jejich spolky, hnutí a organizace a zapřísahal jejich členy ať jdou volit, že volby v roce 1948 rozhodnou o demokracii i církvi v Československu.
O osudu demokracie v Československu se však rozhodlo dříve. Komunisté, kteří sami nevěřili, že by mohli ve volbách v roce 1948 uspět, využili faktu, že drží klíčová ministerstva, a začali vyměňovat osoby na klíčových postech v ozbrojených silách, především pak na postech policejních velitelů. Demokratičtí politici si to uvědomili a minimálně některým z nich došlo, že komunisté provádějí své změny tak, aby pouze jim věrní policisté měli přístup ke zbraním a munici. Nastalá vládní krize vyústila v demisi demokracii oddaných ministrů. Hála se Šrámkem s ní nesouhlasili, protože nevěřili Benešovi, ale poté 20. února 1948 oba rezignovali spolu s ostatními. Ukázalo se, že měli pravdu, Beneš své sliby nedodržel, neodolal nátlaku a jejich demisi přijal. Komunisté pak vládu doplnili o své věrné pomahače.

### Internace
| „                                                                              | ... Když na chodbě začíná ruch, nosí se kbelíky, zní zvuk šálků, jdu k posteli osmdesátníka a ohlašuji, že bude snídaní. Pokyne hlavou a říká: Modlím se. Vstává, obléká se bez pomoci a přichází. Potom mu se slzami v očích říkám: Milý pane předsedo, ani sedmikrásku Vám nemohu podat. Mohu jen říci slovo dnešního světce mučedníka z lekce breviáře: Prunae enim mihi flores videntur. A tak prosím, abyste při pohledu do okna z této kobky žalářní neviděl železné mříže, nýbrž květy. Tisíce věrných Vás dnes vzpomínají a za Vás se modlí. | “ |
| — Část přání Šrámkovi k 80. narozeninám, které Hála sepsal ve Valdické věznici | |   |

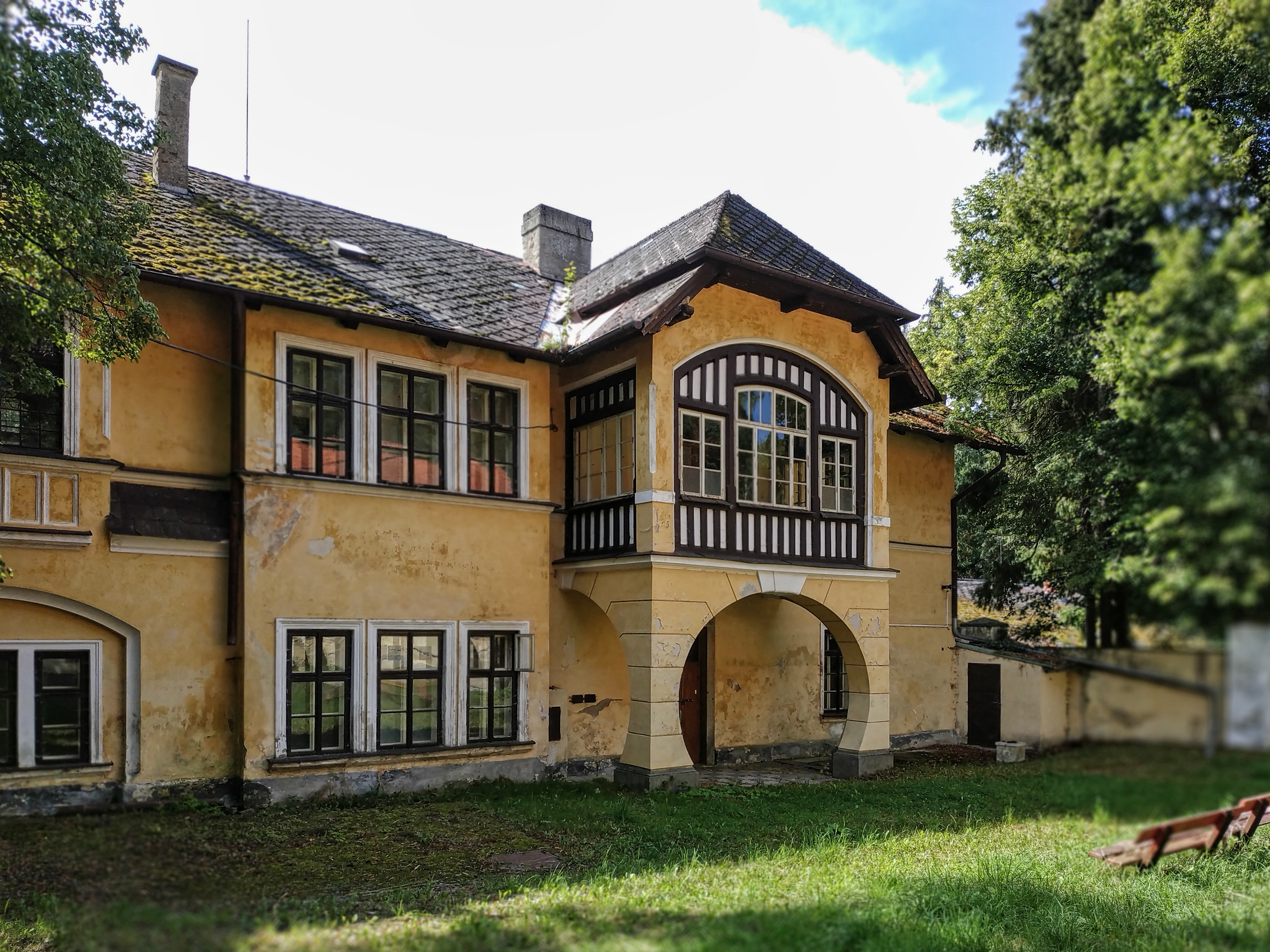
Zámeček Roželov

V březnu 1948, po komunistickém puči, byl spolu s J. Šrámkem zadržen při pokusu o útěk do zahraničí. Do konce života pak byl držen v internaci (jednu dobu dokonce ve věznici ve Valdicích) a skutečné místo jeho pobytu se tajilo a na veřejnost byly ze strany StB vypouštěny klamné informace. Některé z nich přežívají dodnes, např. že na vlastní žádost dožil v klášteře v Bílé Vodě a zemřel 27. srpna – ve skutečnosti zemřel 24. srpna na zámečku v Roželově.
Pohřben byl ve svém rodišti v Dražovicích.

## Ocenění
Získal desítky čestných občanství, mimo jiné rodných Dražovic (1945), Hradce Králové (1946) a Prahy (rovněž 1946).
V roce 1995 mu prezident Václav Havel udělil medaili Za zásluhy prvního stupně in memoriam.

## Význam a zhodnocení
| „             | F. Hála by, při své pracovitosti a preciznosti a dalších již zmíněných rysech své osobnosti, mohl být velmi dobrým politikem v době méně převratné a konfliktní, než bylo období 1945–1948. | “ |
| — Miloš Trapl | |   |

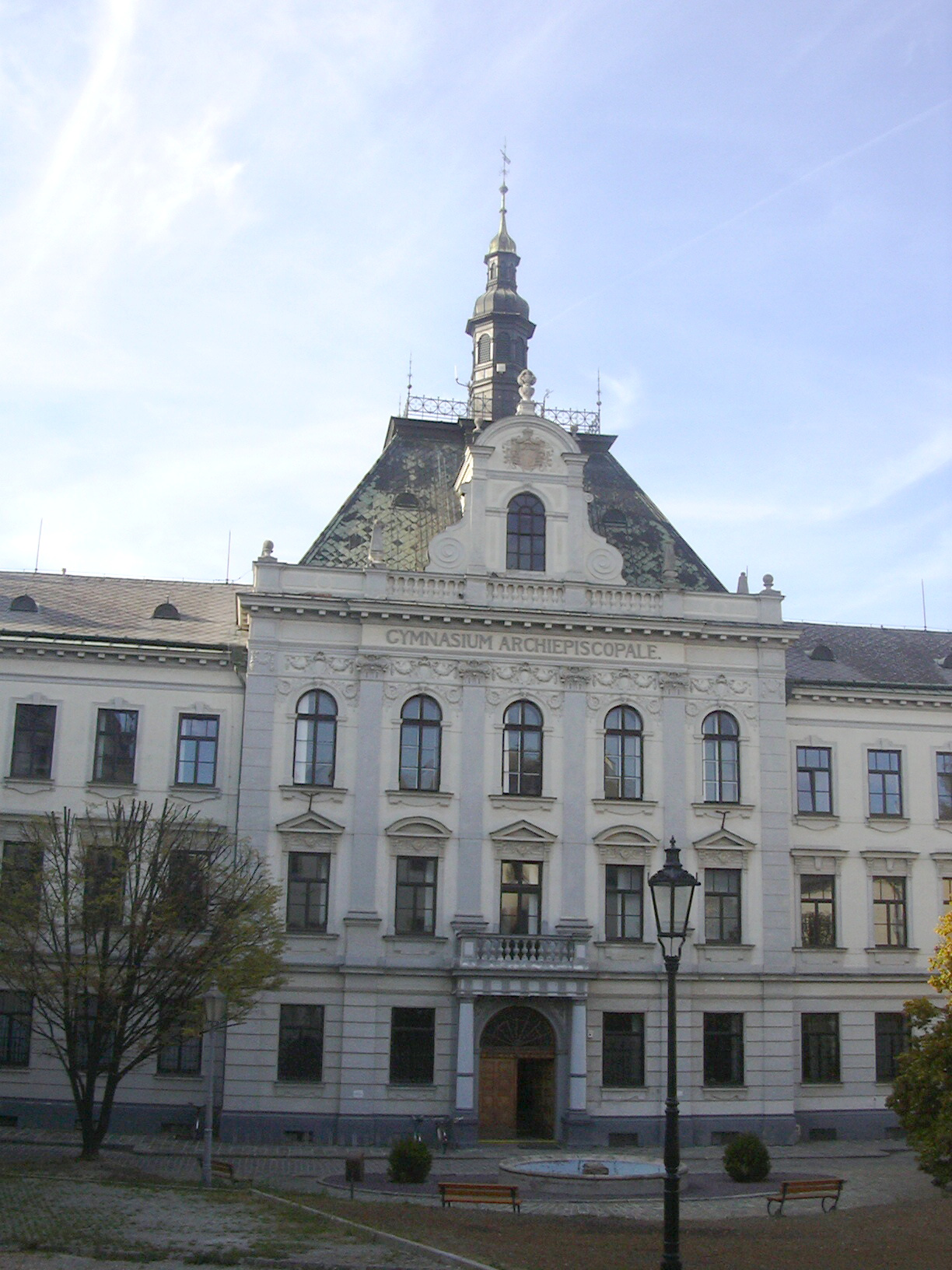
Arcibiskupské gymnázium v Kroměříži, na němž Hála i Šrámek studovali (foto 2007)

Hála byl bezpochyby jeden z nejvýznamnějších lidoveckých politiků předúnorové éry. Názory na jeho přínos, schopnosti a charakter jsou dodnes předmětem vášnivých sporů. Je třeba si uvědomit, že mnohé kritiky zaměřující se na jeho působení ve vládě v letech 1945–1948 jsou založené ideologicky a koncepčně. Hála se Šrámkem měli vlastní koncepci boje s komunisty (která byla mnohem více Šrámkova, než Hálova), která velela ustupovat, kam až to jde, a vytrvat do voleb v roce 1948, v nichž měli být komunisté poraženi. Antikomunistické křídlo Adolfa Procházky a Heleny Koželuhové žádalo nekompromisní boj od samého začátku. Kritika Hály pochází především z náhledu Procházkova křídla, její oprávněnost je však sporná. Koneckonců, únorový převrat byl výsledkem onoho Procházkovým křídlem žádaného přímého střetu a je možno chápat jej chápat jako minimálně náznak toho, že recept antikomunistického křídla nebyl realizovatelný.
Hálovi byla vyčítána jeho absolutní věrnost a poddanost Šrámkovi, kterého bezmezně obdivoval, a výrazná nesamostatnost a váhavost ve strategickém rozhodování – byl dobrý vykonavatel zadaného, nikoliv však vůdce ukazující cestu. Na jedné straně se osvědčil jako mistr zákulisních jednání a taktiky vnitrostranického mocenského boje, vynikající organizátor a neobyčejně pečlivý a pracovitý člověk oddaný stranické práci, na druhé straně postrádal dlouhodobý strategický pohled a mezistranický rozhled: nebral v úvahu dlouhodobý nepříznivý dopad některých jinak krátkodobě velmi účinných kroků, neorientoval se dostatečně v mezistranické politice (kterou ovšem, pokud to bylo možné, zcela přenechával Šrámkovi), místy byl přehnaně byrokratický a autoritářský. Ve vládě 1945–1948 mu je vyčítána váhavost, ve vnitrostranických půtkách po druhé světové válce pak už čistý machiavellismus a unfér metody stranického boje (především vyloučení Koželuhové).
Mladí lidovci a lidoví akademici považovali Hálu za součást a pevnou oporu starého vedení, které jim bylo cizí a nechtělo jim dát podíl na moci, jako handicap čím dál více pociťoval své kněžství, neboť rostla averze katolické hierarchie a i některých věřících proti účinkování kněží v politice (tato slabina ho spojovala se Šrámkem). Staškovo křídlo ovládající českou část strany před druhou světovou válkou jej z pochopitelných důvodů považovalo za svého smrtelného nepřítele.

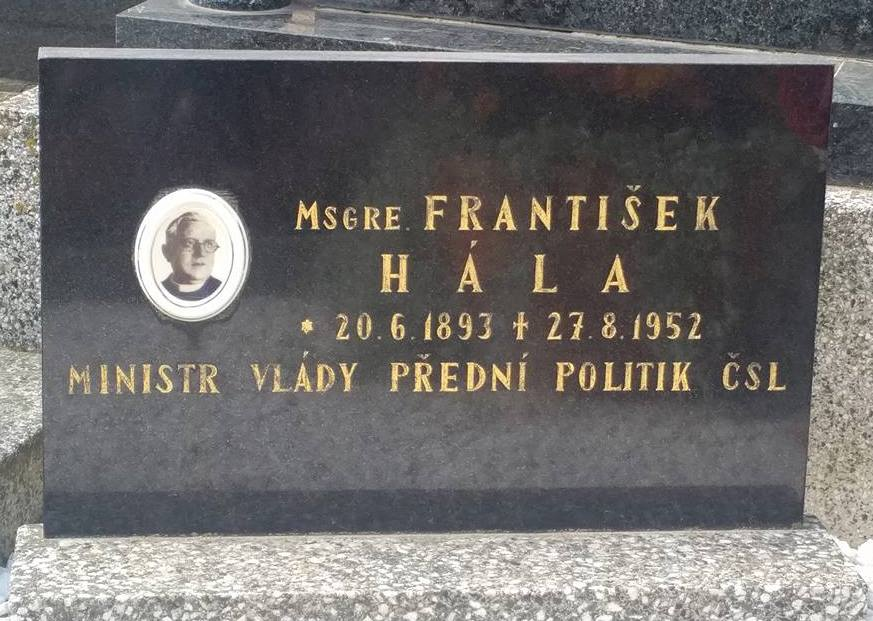
Hrob Františka Hály v Dražovicích